# Lauder
Lauder är en ort i Storbritannien.   Den ligger i kommunen Scottish Borders och riksdelen Skottland, i den centrala delen av landet, 500 km norr om huvudstaden London. Lauder ligger 184 meter över havet och antalet invånare är 1 078.
Terrängen runt Lauder är platt österut, men västerut är den kuperad. Lauder ligger nere i en dal. Runt Lauder är det glesbefolkat, med 15 invånare per kvadratkilometer. Närmaste större samhälle är Galashiels, 12,2 km söder om Lauder. Trakten runt Lauder består till största delen av jordbruksmark.